# Paradiopatra willemoesii
Paradiopatra willemoesii är en ringmaskart som först beskrevs av McIntosh 1885.  Paradiopatra willemoesii ingår i släktet Paradiopatra och familjen Onuphidae. Inga underarter finns listade i Catalogue of Life.